# 蓝麂羚
蓝麂羚（学名 Cephalophus monticola） 是一种生活在中非和南非南部的小型森林麂羚。其种加词“monticola”意为“生长在山地的”。现接受名为Philantomba monticola (Thunberg, 1789)。为濒危野生动植物种国际贸易公约附录II所列的保护动物。
蓝麂羚肩高约35厘米，体重4公斤，有著褐色的毛皮，略偏蓝色（它们也因此得名），腹部为白色。在头顶上有一细少红色的冠状物。蓝麂羚眼睛下方有微小裂缝，耳朵之间有小型冠状物。蓝麂羚长有2到10厘米的角，雌性蓝麂羚有时不长角。
蓝麂羚主要居住在雨林中，以水果、花和树叶为食，它们有时也吃鸟蛋、昆虫乃至小鸟。它们是冠鹰雕捕食的对象。蓝麂羚在夜间活动，一般为独处或成对。它们的领地意识很强。
蓝麂羚目前的数量比较多，没有灭绝的危险。在加蓬，蓝麂羚的密度达到每平方公里80头。